# Alexander's Ragtime Band (película)
Alexander's Ragtime Band (traducida como Al compás de mis recuerdos, en Hispanoamérica o La banda de Alexander, en España) es una película musical de 1938 distribuida por la 20th Century Fox que toma su nombre de la canción de 1911 de Irving Berlin "Alexander's Ragtime Band" para contar la historia de un chico de la alta sociedad que escandaliza a su familia persiguiendo una carrera en la música de estilo ragtime en lugar de en música "seria". La película rastrea la historia de la música jazz desde la popularización del Ragtime en los primeros años del siglo XX hasta la aceptación del swing como una forma de arte a finales de la década de 1930, utilizando para ello música compuesta por Berlin. La historia abarca más de dos décadas, desde el lanzamiento en 1911 de la canción quele da nombre hasta algún momento después del lanzamiento en 1933 de "Heat Wave", presumiblemente en 1938. La película está protagonizada por Tyrone Power, Alice Faye, Don Ameche, Ethel Merman, Jack Haley y Jean Hersholt. Varios eventos reales en la historia del jazz están ficcionalizados y adaptados a la historia, incluida la gira por Europa de la Original Dixieland Jass Band, la difusión global del jazz por los soldados estadounidenses durante la Primera Guerra Mundial, y la actuación de la orquesta de Benny Goodman en 1938 en el Carnegie Hall. En la película no se menciona la importancia primordial de los negros para crear y tocar jazz.
La historia fue escrita por el propio Berlin, junto con Kathryn Scola (1891–1982), Richard Sherman (1905–1962) y Lamar Trotti (1900–1952). Fue dirigida por Henry King (1886–1982).
Existen algunas personas que creen que tanto la canción como la película fueron inspiradas por un director de orquesta real, Alexander Constantin Jr., de Nueva Orleans (también conocido como "King" Watzke), y su banda, Alexander's Ragtime Band, que fue popular en los primeros años del siglo XX.

## Reparto
- Tyrone Power — Alexander
- Alice Faye — Stella Kirby
- Don Ameche — Charlie Dwyer
- Ethel Merman — Jerry Allen
- Jack Haley — Davey Lane
- Jean Hersholt — Profesor Heinrich
- Helen Westley — Tía Sophie
- John Carradine — Conductor de Taxi
- Paul Hurst — Bill
- Wally Vernon — Él mismo
- Ruth Terry — Ruby
- Douglas Fowley — Snapper
- Robert Gleckler - Eddie

## Canciones
Alexander's Ragtime Band incluye varios éxitos de Irving Berlin incluyendo "Heat Wave", "Some Sunny Day", "Blue Skies", "Easter Parade", "A Pretty Girl Is Like a Melody" y "Alexander's Ragtime Band". Las canciones publicadas anteriormente se arreglaron y se usaron junto con nuevas canciones escritas por Berlin para la película.

## Recepción

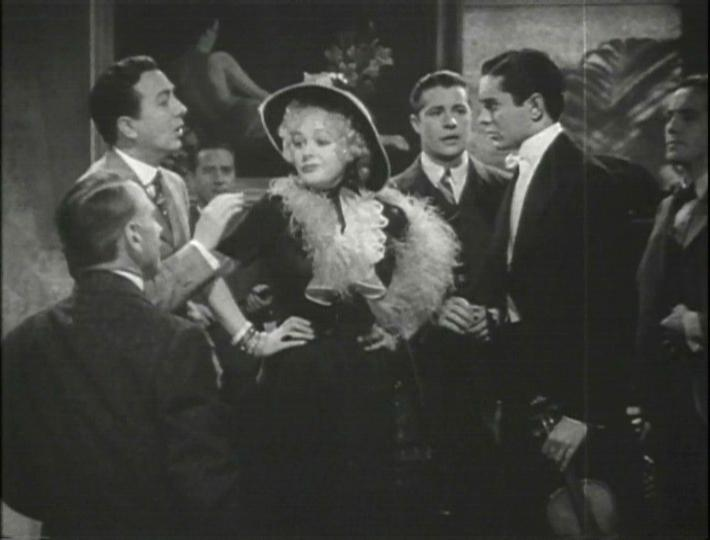
De izda. a dcha., Jack Haley, Alice Faye, Don Ameche, Tyrone Power

La película fue estrenada en el Teatro Roxy de Nueva York el 5 de agosto de 1938, con el cubano Desi Arnaz dirigiendo a la banda en el escenario.
Las revisiones de los críticos contemporáneos fueron positivas. Frank S. Nugent del The New York Times escribió, "Con esas veintiséis canciones de Berlín a su disposición y con artistas taquilleras tan seguras como Alice Faye y Ethel Merman para ponerlas en su lugar, la película simplemente, y a pesar de ciertas objeciones menores, exige reconocimiento como el mejor espectáculo musical del año." Variety escribió, "Superlativo en concepción, ejecución y espectacularidad, proporciona una experiencia teatral y emocional excepcional." Film Daily la declaró un "entretenimiento sólido que debería conseguir grandes ganancias." Harrison's Reports la nombró un "excelente entretenimiento, hábilmente dirigido e interpretado." Russell Maloney del The New Yorker dijo de la música que "era razón suficiente para ver la película," aunque criticaba la "pequeña, persistente e irritante trama similar a un mosquito" y los diálogos anacrónicos.

## Premios y honores
Alfred Newman ganó un Óscar a la mejor música. La película también consiguió nominaciones en las siguientes categorías:
- Mejor película
- Mejor argumento - Irving Berlin
- Mejor canción - Irving Berlin por "Now It Can Be Told"
- Mejor dirección artística - Bernard Herzbrun y Boris Leven
- Mejor montaje - Barbara McLean

## Adaptación radiofónica
Alexander's Ragtime Band fue presentada en el Lux Radio Theatre el 3 de junio de 1940. La adaptación estaba protagonizada por Faye y Robert Preston.